# Savaliga Afu
Savaliga Afu (Pago Pago, 1º novembre 1980) è un ex calciatore samoano americano, di ruolo difensore o attaccante.

## Carriera

### Club
Gioca dal 2000 nel Pago Boys.

### Nazionale
Con la sua Nazionale ha giocato 6 partite segnando un gol tra il 2002 e il 2004.

## Statistiche

### Cronologia presenze e reti in nazionale
| Cronologia completa delle presenze e delle reti in nazionale ― Samoa Americane | Cronologia completa delle presenze e delle reti in nazionale ― Samoa Americane | Cronologia completa delle presenze e delle reti in nazionale ― Samoa Americane | Cronologia completa delle presenze e delle reti in nazionale ― Samoa Americane | Cronologia completa delle presenze e delle reti in nazionale ― Samoa Americane | Cronologia completa delle presenze e delle reti in nazionale ― Samoa Americane | Cronologia completa delle presenze e delle reti in nazionale ― Samoa Americane | Cronologia completa delle presenze e delle reti in nazionale ― Samoa Americane |
| Data                                                                           | Città                                                                          | In casa                                                                        | Risultato                                                                      | Ospiti                                                                         | Competizione                                                                   | Reti                                                                           | Note                                                                           |
| ------------------------------------------------------------------------------ | ------------------------------------------------------------------------------ | ------------------------------------------------------------------------------ | ------------------------------------------------------------------------------ | ------------------------------------------------------------------------------ | ------------------------------------------------------------------------------ | ------------------------------------------------------------------------------ | ------------------------------------------------------------------------------ |
| 12-3-2002                                                                      | Apia                                                                           | Tonga                                                                          | 7 – 2                                                                          | Samoa Americane                                                                | Qual. Coppa d'Oceania 2002                                                     | 1                                                                              |                                                                                |
| 18-3-2002                                                                      | Apia                                                                           | Papua Nuova Guinea                                                             | 7 – 0                                                                          | Samoa Americane                                                                | Qual. Coppa d'Oceania 2002                                                     | -                                                                              | 67’                                                                            |
| 10-5-2004                                                                      | Apia                                                                           | Samoa                                                                          | 4 – 0                                                                          | Samoa Americane                                                                | Qual. Mondiali 2006                                                            | -                                                                              | 82’                                                                            |
| 12-5-2004                                                                      | Apia                                                                           | Samoa Americane                                                                | 1 – 9                                                                          | Vanuatu                                                                        | Qual. Mondiali 2006                                                            | -                                                                              | 90’                                                                            |
| 15-5-2004                                                                      | Apia                                                                           | Figi                                                                           | 11 – 0                                                                         | Samoa Americane                                                                | Qual. Mondiali 2006                                                            | -                                                                              |                                                                                |
| 17-5-2004                                                                      | Apia                                                                           | Samoa Americane                                                                | 0 – 10                                                                         | Papua Nuova Guinea                                                             | Qual. Mondiali 2006                                                            | -                                                                              | 67’                                                                            |
| Totale                                                                         |                                                                                | Presenze                                                                       | 6                                                                              |                                                                                | Reti                                                                           | 1                                                                              |                                                                                |